# Nicola Chiaruzzi
Nicola Chiaruzzi (* 25. Dezember 1987) ist ein san-marinesischer Fußballspieler.

## Karriere
Chiaruzzi begann seine Karriere 2006 beim FC Fiorentino und wechselte 2007 zu SP La Fiorita, wo er 28 Spiele bestritt. 2009 ging er zu SP Tre Penne, wo er seitdem spielt. Für die san-marinesische Nationalmannschaft spielt er seit 2010.